# Passerilepis passeris
Espèce
Passerilepis passeris est une espèce de cestodes de la famille des Hymenolepididae.
Cette espèce n'est pas traitée dans la classification de Hallan, où le genre Passerilepis est considéré comme synonyme de Microsomacanthus.